# اندیس تالک بز پیران ایرانشهر
تالک بز پیران ایرانشهر یک اندیس غیرفلزی است که در حوالی شهر چانف استان سیستان و بلوچستان قرار دارد و مادهٔ معدنی موجود در آن، تالک است.سنگ میزبان این اندیس سرپانتینیت - سنگهای اولترامافیک است و دیرینگی آن به دوران کرتاسه بالایی می‌رسد.